# Gassicurtia
Gassicurtia är ett släkte av lavar först beskrivet av Antoine Laurent Apollinaire Fée 1824. Gassicurtia ingår i familjen Physciaceae, ordningen Teloschistales, klassen Lecanoromycetes, divisionen sporsäcksvampar och riket svampar.

## Dottertaxa tillGassicurtia, i alfabetisk ordning[1][2]
- Gassicurtia acidobaeomyceta Marbach (2000)
- Gassicurtia albomarginata Elix (2016)
- Gassicurtia bellardii (Sipman) Marbach, (2000)
- Gassicurtia blencoensis  Elix (2016)
- Gassicurtia capricornica Elix (2016)
- Gassicurtia caririensis M.M.E. Alves, Aptroot & M. Cáceres (2014)
- Gassicurtia catasema (Tuck.) Marbach (2000)
- Gassicurtia chermesina  (Kalb) Marbach (2000)
- Gassicurtia clathrisidiata Aptroot (2007)
- Gassicurtia coccifera Marbach & Kalb (2000)
- Gassicurtia coccinea Fée (1825)
- Gassicurtia coccinoides Marbach (2000)
- Gassicurtia dodecaspora (Müll. Arg.) Marbach (2000)
- Gassicurtia elizae (Tuck.) Marbach (2000)
- Gassicurtia endococcinea (Vain.) Aptroot (2017)
- Gassicurtia ferruginascens (Malme) Marbach & Kalb (2000)
- Gassicurtia gallowayi Elix & Kantvilas (2015)
- Gassicurtia jamesii Elix (2018)
- Gassicurtia manguensia Marbach (2000)
- Gassicurtia marbachii Kalb & Elix (2009)
- Gassicurtia nordinii Kalb & Elix (2009)
- Gassicurtia omiae  Kalb (2009)
- Gassicurtia pseudosubpulchella  Marbach (2000)
- Gassicurtia rhizocarpoides Aptroot & M. Cáceres (2018)
- Gassicurtia rubromarginata M.M.E. Alves, Aptroot & M. Cáceres (2014)
- Gassicurtia rufofuscescens (Vain.) Marbach (2000)
- Gassicurtia subpulchella (Vain.) Marbach (2000)
- Gassicurtia vaccinii (Vain.) Marbach, Elix & Kalb (2000)
- Gassicurtia vernicoma Marbach (2000)
- Gassicurtia victoriana Elix & Kantvilas (2015)